# Navidad
Navidad är en kommun i Chile.   Den ligger i provinsen Provincia de Cardenal Caro och regionen Región de O'Higgins, i den södra delen av landet, 120 km sydväst om huvudstaden Santiago de Chile. Antalet invånare är 5 324. Arean är 300 kvadratkilometer.
Terrängen i Navidad är platt åt nordost, men åt sydväst är den kuperad.
Trakten runt Navidad består i huvudsak av gräsmarker. Runt Navidad är det glesbefolkat, med 10 invånare per kvadratkilometer.